# Doctor Jones
Doctor Jones é uma canção do grupo dinamarquês de Dance-pop Aqua. Lançado como o quinto single da banda e pertencendo ao álbum Aquarium. Doctor Jones foi lançado em todo o mundo em vários meses, com o primeiro lançamento em outubro de 1997. A maioria dos lançamentos seria em novembro daquele mesmo ano, alcançado as paradas no Japão, Escandinávia e Europa continental naquele mês. 
Doctor Jones foi um sucesso que vendeu muito bem em todo mundo e que acabou com a suposição de que Aqua seria uma banda de um hit só; apesar de permanecerem assim na América. "Barbie Girl" foi seu único sucesso até que "Lollipop (Candyman)" foi lançado e alcançou o top 40 no Hot 100. A canção também fez parte do filme da Disney de 1998 "Ill Be Home for Christmas". Allie Henderson (Jessica Biel) canta a música enquanto dirige um carro pelo Colorado.

## Faixas e formatos
| Austrália      |                                                |         |  |
| N.º            | Título                                         | Duração |  |
| 1.             | "Doctor Jones" (Versão da rádio)               | 3:22    |  |
| 2.             | "Doctor Jones" (Versão Detalhada)              | 5:10    |  |
| 3.             | "Barbie Girl" (Versão Detalhada)               | 5:14    |  |
| 4.             | "My Oh My" (Versão club)                       | 7:00    |  |
| 5.             | "Barbie Girl" (Dirty Rotten Scoundrel 12 "Mix) | 8:37    |  |
| Duração total: | Duração total:                                 | 29:03   |  |

| Reino Unido    |                                          |         |  |
| N.º            | Título                                   | Duração |  |
| 1.             | "Doctor Jones" (Versão da rádio)         | 3:22    |  |
| 2.             | "Doctor Jones" (mix estendido)           | 5:13    |  |
| 3.             | "Doctor Jones" (Bop's Prescription Edit) | 5:58    |  |
| 4.             | "Doctor Jones" (Molella e Phil Jay Mix)  | 5:19    |  |
| 5.             | "Doctor Jones" (Antiloop Club Mix)       | 10:00   |  |
| 6.             | "Doctor Jones" (D-bop Mix)               | 8:02    |  |
| Duração total: | Duração total:                           | 38:07   |  |

| Dinamarca 'CD single' |                                          |         |  |
| N.º                   | Título                                   | Duração |  |
| 1.                    | "Doctor Jones" (Versão da rádio)         | 3:22    |  |
| 2.                    | "Doctor Jones" (mix estendido)           | 5:13    |  |
| 3.                    | "Doctor Jones" (Bop's Prescription Edit) | 5:58    |  |
| 4.                    | "Doctor Jones" (Molella e Phil Jay Mix)  | 5:19    |  |
| 5.                    | "Doctor Jones" (Antiloop Club Mix)       | 10:00   |  |
| 6.                    | "Doctor Jones" (D-bop Mix)               | 8:02    |  |
| Duração total:        | Duração total:                           | 38:07   |  |

| iTunes (2017)  |                                          |         |  |
| N.º            | Título                                   | Duração |  |
| 1.             | "Doctor Jones" (Versão da rádio)         | 3:22    |  |
| 2.             | "Doctor Jones" (mix estendido)           | 5:13    |  |
| 3.             | "Doctor Jones" (Bop's Prescription Edit) | 5:58    |  |
| 4.             | "Doctor Jones" (Molella e Phil Jay Mix)  | 5:19    |  |
| 5.             | "Doctor Jones" (Antiloop Club Mix)       | 10:00   |  |
| 6.             | "Doctor Jones" (D-bop Mix)               | 8:02    |  |
| 7.             | "Doctor Jones" (Adrenalin Club Mix)      | 6:25    |  |
| 8.             | "Doctor Jones" (Original Version)        | 3:24    |  |
| Duração total: | Duração total:                           | 41:15   |  |

## Desempenho nas tabelas musicais

### Posições
| Tabela musical (1997-1998)                     | Melhor posição |
| ---------------------------------------------- | -------------- |
| Dinamarca - (IFPI)                             | 1              |
| Austrália - (ARIA)                             | 1              |
| Irlanda - (IRMA)                               | 1              |
| Itália - (Hit Parade Italia)                   | 1              |
| Escócia - (Empresa Oficial de Cartas)          | 1              |
| Reino Unido - (Official Charts Company)        | 1              |
| Suécia - (Sverigetopplistan)                   | 2              |
| Nova Zelândia - (RIANZ)                        | 2              |
| MTV Europa                                     | 2              |
| Estados Unidos - (Dance Club Songs, Billboard) | 18             |
| Europa - (European Hot 100 Singles)            | 3              |
| Bélgica - (Ultratop 50 Flandres)               | 3              |
| Canadá - (RPM)                                 | 3              |
| Europa (Eurochart Hot 100)                     | 3              |
| Países Baixos - (Single Top 100)               | 3              |